# Hermenegildo
Hermenegildo ist die portugiesische beziehungsweise spanische Form des Namens Hermenegild. Er leitet sich vom gotischen „Airmanagild“ ab, von „Airmana“ (Großvieh) und „Gildes“ (Wert des Viehs), also „jener der seines Viehs wert ist.“

## Namensträger

### Vorname
- Hermenegildo Anglada Camarasa (1871–1959), spanischer Maler
- Hermenegildo Augusto de Brito Capello (1841–1917), portugiesischer Offizier und Afrikaforscher
- Hermenegildo da Costa Paulo Bartolomeu (* 1991), angolanischer Fußballspieler
- Hermenegildo González († 943/950), Magnat und Graf von Deza im Königreich Galicien
- Hermenegildo José Torres Asanza (* 1966), ecuadorianischer Geistlicher, Bischof von Guaranda
- Hermenegildo Lopes, osttimoresischer Politiker und Diplomat
- Hermenegildo Martins († 1975), osttimoresischer Politiker der APODETI
- Hermenegildo Ramírez Sánchez (1929–2022), mexikanischer Ordensgeistlicher, römisch-katholischer Prälat von Huautla
- Hermenegildo Zepeda Fernández (1804–1880), nicaraguanischer Politiker
- Ágio Pereira, eigentlich Hermenegildo Pereira, osttimoresischer Politiker des CNRT
- Hugo Hermenegildo da Costa († um 1950), Usif von Oecusse
- Francisco Franco (1892–1975), eigentlich Francisco Paulino Hermenegildo Teódulo Franco y Bahamonde Salgado Pardo, spanischer Diktator
- Marcos Hermenegildo Joaquim, genannt Miloy (* 1981), angolanischer Fußballspieler

### Familienname
- César Augusto Hermenegildo (* 1986), brasilianischer Fußballspieler